# Caterina di York
Caterina di York (Eltham Palace, 14 agosto 1479 – Tiverton, 15 novembre 1527) è stata una principessa inglese, la nona nata, e la sesta figlia del re Edoardo IV d'Inghilterra e di sua moglie, Elisabetta Woodville. Fu sorella del re Edoardo V, nipote del re Riccardo III e cognata del re Enrico VII.

## Biografia
Nacque il 14 agosto 1479 dal re Edoardo IV d'Inghilterra e da sua moglie, Elisabetta Woodville. Suo padre, quando aveva meno di un mese, avviò trattative per il suo futuro matrimonio con Giovanni di Trastámara, figlio di Ferdinando II d'Aragona e di Isabella I di Castiglia. Un primo accordo era stato già siglato, ma le trattative erano ancora in corso quando Edoardo morì, il 9 aprile 1483 e le nozze non avvennero mai.
A Edoardo IV successe il giovane figlio Edoardo V d'Inghilterra, presto spodestato dallo zio Riccardo III d'Inghilterra e rinchiuso nella Torre di Londra insieme ad un altro suo fratello, Riccardo. Riccardo III rimase quindi ucciso nella battaglia di Bosworth e il trono passò al giovane Enrico Tudor, ultimo esponente della casa di Lancaster che aveva sposato la sorella di Caterina, Elisabetta di York, ponendo fine alla guerra delle due rose, e che divenne re con il nome di Enrico VII d'Inghilterra. 
Il re avviò delle trattative matrimoniali con il re Giacomo III di Scozia: in base ad un accordo firmato nel novembre del 1487 Elisabetta Woodville, vedova di Edoardo IV, avrebbe sposato il re di Scozia, Caterina avrebbe sposato James Stuart, duca di Ross, e un'altra delle sue sorelle avrebbe sposato l'erede al trono Giacomo. In seguito alla morte del re di Scozia nella battaglia di Sauchieburn l'anno seguente, tuttavia, neanche queste trattative giunsero a conclusione.
Nell'ottobre del 1495 Caterina sposò William Courtenay, I conte di Devon (1475 - 9 giugno 1511). Dal matrimonio nacquero i seguenti figli:
- Henry Courtenay, I marchese di Exeter e II conte di Devon
- Edward Courtenay (1497 circa- 12 o 13 luglio 1502)
- Margaret Courtenay (1499 circa - prima del 1526)

Nel 1504 William Courtenay venne accusato di essere implicato nella cospirazione di Edmund de la Pole, III duca di Suffolk, che reclamava il trono per gli York, e venne imprigionato nella Torre di Londra: quando suo padre morì, il 28 maggio del 1509 non poté succedergli, ma venne liberato poco dopo da Enrico VIII d'Inghilterra, da poco salito al trono, che lo creò inoltre conte di Devon. Il conte morì il 9 giugno 1511, lasciando Caterina vedova.
Caterina rinunciò alla possibilità di risposarsi e fece volontariamente voto di castità. Morì il 15 novembre 1527, ultima dei figli di Edoardo ed Elisabetta, presso il castello di Tiverton e fu sepolta nel cimitero locale.

## Ascendenza
|                                         |                             |                                       | Genitori                                   |  |  | Nonni |  |  | Bisnonni                                      |  |  | Trisnonni                            |  |
|                                         |                             |                                       |                                            |  |  |       |  |  | Riccardo Plantageneto, III conte di Cambridge |  |  | Edmondo Plantageneto, I duca di York |  |
|                                         |                             |                                       |                                            |  |  |       |  |  | Riccardo Plantageneto, III conte di Cambridge |  |  | Edmondo Plantageneto, I duca di York |  |
|                                         |                             | Isabella di Castiglia                 |                                            |  |  |       |  |  | Riccardo Plantageneto, III conte di Cambridge |  |  |                                      |  |
| Riccardo Plantageneto, III duca di York |                             |                                       |                                            |  |  |       |  |  | Riccardo Plantageneto, III conte di Cambridge |  |  |                                      |  |
|                                         |                             | Anna Mortimer                         | Ruggero Mortimer                           |  |  |       |  |  |                                               |  |  |                                      |  |
|                                         |                             | Anna Mortimer                         | Ruggero Mortimer                           |  |  |       |  |  |                                               |  |  |                                      |  |
|                                         |                             | Anna Mortimer                         | Alianore Holland                           |  |  |       |  |  |                                               |  |  |                                      |  |
| Edoardo IV d'Inghilterra                |                             | Anna Mortimer                         |                                            |  |  |       |  |  |                                               |  |  |                                      |  |
|                                         |                             | Ralph Neville, I conte di Westmorland | John Neville                               |  |  |       |  |  |                                               |  |  |                                      |  |
|                                         |                             | Ralph Neville, I conte di Westmorland | John Neville                               |  |  |       |  |  |                                               |  |  |                                      |  |
|                                         |                             | Ralph Neville, I conte di Westmorland | Maud Percy                                 |  |  |       |  |  |                                               |  |  |                                      |  |
| Cecilia Neville                         |                             | Ralph Neville, I conte di Westmorland |                                            |  |  |       |  |  |                                               |  |  |                                      |  |
|                                         |                             | Joan Beaufort                         | Giovanni Plantageneto, I duca di Lancaster |  |  |       |  |  |                                               |  |  |                                      |  |
|                                         |                             | Joan Beaufort                         | Giovanni Plantageneto, I duca di Lancaster |  |  |       |  |  |                                               |  |  |                                      |  |
|                                         |                             | Joan Beaufort                         | Katherine Swynford                         |  |  |       |  |  |                                               |  |  |                                      |  |
| Caterina di York                        |                             | Joan Beaufort                         |                                            |  |  |       |  |  |                                               |  |  |                                      |  |
|                                         | Richard Woodville di Rivers | …                                     |                                            |  |  |       |  |  |                                               |  |  |                                      |  |
|                                         | Richard Woodville di Rivers | …                                     |                                            |  |  |       |  |  |                                               |  |  |                                      |  |
|                                         | Richard Woodville di Rivers | …                                     |                                            |  |  |       |  |  |                                               |  |  |                                      |  |
| Richard Woodville                       | Richard Woodville di Rivers |                                       |                                            |  |  |       |  |  |                                               |  |  |                                      |  |
|                                         |                             | Joan Bedlisgate                       | Thomas Bittlesgate di Knightstone          |  |  |       |  |  |                                               |  |  |                                      |  |
|                                         |                             | Joan Bedlisgate                       | Thomas Bittlesgate di Knightstone          |  |  |       |  |  |                                               |  |  |                                      |  |
|                                         |                             | Joan Bedlisgate                       | …                                          |  |  |       |  |  |                                               |  |  |                                      |  |
| Elisabetta Woodville                    |                             | Joan Bedlisgate                       |                                            |  |  |       |  |  |                                               |  |  |                                      |  |
|                                         |                             | Pietro I di Lussemburgo-Saint Pol     | Giovanni di Saint-Pol                      |  |  |       |  |  |                                               |  |  |                                      |  |
|                                         |                             | Pietro I di Lussemburgo-Saint Pol     | Giovanni di Saint-Pol                      |  |  |       |  |  |                                               |  |  |                                      |  |
|                                         |                             | Pietro I di Lussemburgo-Saint Pol     | Margherita d'Enghien                       |  |  |       |  |  |                                               |  |  |                                      |  |
| Giacometta di Lussemburgo               |                             | Pietro I di Lussemburgo-Saint Pol     |                                            |  |  |       |  |  |                                               |  |  |                                      |  |
|                                         |                             | Margherita del Balzo                  | Francesco I del Balzo                      |  |  |       |  |  |                                               |  |  |                                      |  |
|                                         |                             | Margherita del Balzo                  | Francesco I del Balzo                      |  |  |       |  |  |                                               |  |  |                                      |  |
|                                         |                             | Margherita del Balzo                  | Sveva Orsini                               |  |  |       |  |  |                                               |  |  |                                      |  |
|                                         |                             | Margherita del Balzo                  |                                            |  |  |       |  |  |                                               |  |  |                                      |  |